# 明德乡 (营山县)
明德乡，是中华人民共和国四川省南充市营山县下辖的一个乡镇级行政单位。

## 行政区划
明德乡下辖以下地区：
明昌村、石狮村、土门村、滴水村、明渠村、清平村、烂泥村、磨盘村、和天村、干河村、干洞村、爱国村和子丫村。